# Astérisque (liturgie)
Pour les articles homonymes, voir Astérisque (homonymie).

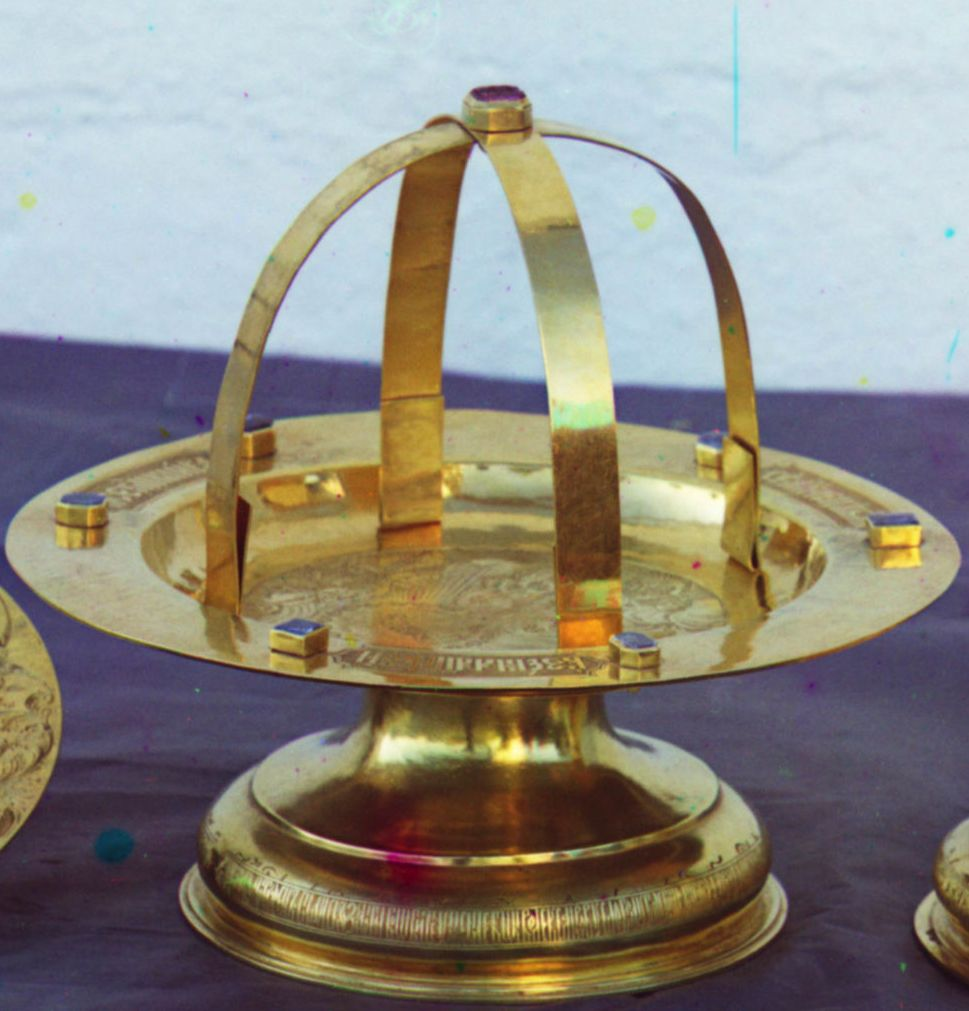
Un astérisque posé sur un diskos.

L'Astérisque (grec ancien : Ἀστερίσκον, ἀστερίσκος, Asterískon, asterískos, de αστήρ, astèr, « étoile » ; slavon d'église : Звездица, Zvezdítsa) est un objet du culte en usage dans les Églises d'Orient — Églises orthodoxes et Églises catholiques de rite byzantin, destiné à protéger le pain consacré. L'Astérisque symbolise l'étoile de Bethléhem.

## Forme
L'astérisque est un petit chapiteau de métal recourbé qui protège le pain consacré (prosphore) du frottement de l'Aër et empêche que celui-ci en détache des miettes.
L'astérisque est fait de deux bandes de métal jointes en leur centre par un clou ou un rivet. Lorsque les deux bandes sont disposées perpendiculairement, elles forment une croix.
Les bandes de métal sont recourbées de façon à former un chapiteau lorsque les deux bandes sont disposées en croix. Parfois, dans l'usage de l'Église grecque orthodoxe, une petite étoile pend du somment de l'astérisque. Dans le rite orthodoxe, néanmoins, l'astérisque lui-même forme une croix et l'adjonction d'une croix supplémentaire paraît à beaucoup superflu.
L'astérisque, comme objet du culte, est en général disposé sur la table de prothèse, avec le pain et le vin préparés pour l'eucharistie et nul, en dehors du prêtre et du diacre, ne peut le toucher. Souvent, avec le calice et le diskos (patène), sont adjoints à l'astérisque la cuiller et l'épée.

## Utilisation dans le rite byzantin
Lors de la Liturgie de la Préparation, le prêtre, après avoir préparé le pain et le vin, encense l'astérisque en le tenant au-dessus de l'encensoir ouvert. Puis il le place sur le diskos en disant : « l'étoile, étant arrivée au-dessus du lieu où était le petit enfant, s'arrêta. » (Matthieu 2:9).
Au cours d'une Liturgie hiérarchique (liturgie que préside l'évêque), l'aër et l'astérisque sont retirés juste avant la Grande Entrée ; l'évêque procède aux célébrations pour les vivants et les morts, puis l'astérisque et le voile sont replacés sur la patène.
Après la préface, le diacre élève l'astérisque au-dessus de la patène et l'en frappe sur chaque branche, formant le signe de croix ; le prêtre, après avoir commémoré la louange angélique, élève les bras et dit : « ... en hymne de victoire, chantant, clamant, criant et disant... » et le chœur entonne le Sanctus. Le diacre baise l'astérisque, le replie et le pose à part sur l'antimension ; le prêtre commence alors la partie de l'anaphore qui va jusqu'aux paroles de l'institution.
Après la Communion, les voiles, l'épée, la cuiller et l'astérisque sont placés sur la patène. Le prêtre les passe au diacre qui les rapporte à la table de prothèse.

## Utilisation dans le rite romain
Dans le rite romain, on utilisait un astérisque à douze branches lors des messes papales pour couvrir l'hostie sur la patène, lorsque celle-ci était apportée au pape sur son trône pour sa communion. Les douze branches de l'astérisque portaient les noms des douze apôtres. L'usage de la messe papale a été récemment revivifié par le pape Benoît XVI.